# Pteromonnina stenophylla
Pteromonnina stenophylla là một loài thực vật có hoa trong họ Polygalaceae. Loài này được (A. St.-Hil.) B. Eriksen miêu tả khoa học đầu tiên năm 1993.